# Laurentius Johannis Folkernius
Laurentius Johannis Folkernius föddes 1618 i Folkärna socken, död 14 mars 1674 i Svärdsjö socken, Kopparbergs län,   var en svensk präst och skolman.

## Biografi
Folkernius kallade sig först Folkerus och var troligen son till en bergsman från Folkärna. Han ingick äktenskap 19 februari 1654 med Anna Sahlabergius som var dotter till borgmästaren Johan Olsson i Sala stad och dennes maka Elisabet Palma.
Folkernius prästvigdes 2 juli 1653 och utsågs till konrektor vid Falu trivialskola. Mellan 1655 och 1659 var han rektor för Falu trivialskola. 1659 blev Folkernius lektor vid Västerås gymnasium och han kallades till kyrkoherde i Svärdsjö pastorat 1663. 1673 utsågs han till kyrkoherde i Stora Tuna församling. Den tjänsten hann han inte tillträda utan dog i Svärdsjö 1674.
Folkernius barn tog efternamnet Folkern.

### Webbkällor
- Westerås stifts herdaminne